# Giesenberg (Röthenbach)
Giesenberg (westallgäuerisch: Gisəberg, Giəsəberkh) ist ein Gemeindeteil der Gemeinde Röthenbach (Allgäu) im bayerisch-schwäbischen Landkreis Lindau (Bodensee).

## Geographie
Der Weiler liegt circa zwei Kilometer nördlich des Hauptorts Röthenbach und zählt zur Region Westallgäu. Nördlich der Ortschaft verläuft die Obere Argen.

## Ortsname
Der Ortsname bezieht sich auf den Personennamen Giso bzw. GīƷo und bedeutet (Siedlung am) Berg des Giso.

## Geschichte
Funde von Mahlsteinen lassen schon eine frühzeitliche Siedlung in diesem Bereich vermuten. Giesenberg wurde erstmals urkundlich im Jahr 1290 als Gizinberc in Urkunden des Klosters Mehrerau erwähnt. 1769 fand die Vereinödung mit sieben Teilnehmern in Giesenberg statt. Die Ortschaft gehörte einst dem Gericht Grünenbach in der Herrschaft Bregenz an.

## Baudenkmäler
- Siehe: Liste der Baudenkmäler in Giesenberg

## Bodendenkmal
Südwestlich des Orts befand sich ein frühneuzeitlicher Vogelherd.